# Меланипп (из Ахеи)
Меланипп (др.-греч. Μελάνιππος «черноконный») — персонаж древнегреческой мифологии. Из Арои (Ахайя). Влюбился в Комефо, жрицу Артемиды Трикларии, и насладился с ней любовью в храме. За это их принесли в жертву Артемиде, река у храма стала называться Амелиха (Немилостивая).